# Lomanella ambulatorio
Espèce
Lomanella ambulatorio est une espèce d'opilions laniatores de la famille des Lomanellidae.

## Distribution
Cette espèce est endémique d'Australie. Elle se rencontre en Nouvelle-Galles du Sud dans le parc national du Kosciuszko, dans le Territoire de la capitale australienne et au Victoria dans la forêt d'État de Toolangi.

## Description
Les mâles mesurent de 2,41 à 2,70 mm de long et de 1,49 à 1,78 mm de large et la femelle 2,70 mm de long et 1,60 mm de large.

## Systématique et taxinomie
Cette espèce a été décrite par Hunt et Hickman en 1993.

## Publication originale
- Hunt & Hickman, 1993 : « A revision of the genus Lomanella Pocock and its implications for family level classification in the Travunioidea (Arachnida: Opiliones: Triaenonychidae). » Records of the Australian Museum, vol. 45, no 1, p. 81–119 (texte intégral).